# Horsington (Somerset)
Pour les articles homonymes, voir Horsington.
Horsington est une paroisse civile et un village du Somerset, en Angleterre.